# الن سگارا
اِلـِن سگارا (فرانسوی: Hélène Ségara‎؛ زادهٔ ۲۶ فوریهٔ ۱۹۷۱) یک ترانه‌سرا و خواننده اهل فرانسه است. وی از سال ۱۹۸۵ میلادی تاکنون مشغول فعالیت بوده‌است.
یکی از دلایل شهرتِ او، ایفای نقشِ «اِسمرالدا» در «نمایش موزیکال گوژپشت نوتردام پاریس» است.
او تا کنون برندهٔ جوایز گوناگونی در زمینهٔ موسیقی شده‌است.

## زندگی‌نامه
الن سگارا در ۲۶ فوریه ۱۹۷۱ در مزرعه پدربزرگش در سیس فور لپلاژ به دنیا آمد. پدرش، برناردو ریتزو، ایتالیایی تبار است و مادرش، ترز کاسباریان، ارمنی است. او طلاق والدینش را در هشت سالگی و مرگ پدربزرگش در سن ۱۶ سالگی را به عنوان تعیین‌کننده لحظات کودکی خود عنوان کرده‌است.
در سال ۱۹۹۶، با همراهی پسر خردسالش، به پاریس نقل مکان کرد و در آنجا با کریستین لوگروت که یکی از آهنگسازان او بود آشنا شد. او همچنین با تهیه‌کننده معروف اورلاندو جیگلیوتی، برادر دالیدا آشنا شد که انگیزه جدیدی به زندگی حرفه ای او بخشید. اگرچه تحت تأثیر تجربه و حرفه ای بودن این استاد راهنما قرار داشت، اما وی هنوز با اولین تهیه‌کننده اش قرارداد داشت.